# PorSuiGieco
PorSuiGieco foi uma banda de folk rock formada por líderes de rock acústico para ir em turnê juntos. Sem uma proposta mais formal que a "partilhar de bons momentos, se divertir tocando e cantando." Formado em 1974 por Charly García, Raúl Porchetto, Nito Mestre, León Gieco e Maria Rosa Yorio (então esposa de Charly), no início de 1976, depois de intermináveis atrasos e problemas, foi gravado um disco com o nome do grupo. O folk acústico da proposta original, resultou em um elétrico e mais elaborado, embora sem perder o frescor que caracteriza o grupo. O nome da banda vem da fusão da sigla de "Por" (Raul Porchetto), "Sui" (Sui Generis), "Gieco" (León Gieco). "PorSuiGieco. A banda dissolveu-se quando García já estava muito envolvido em seu novo projeto "La Máquina de Hacer Pájaros".

## Discografia
- PorSuiGieco (1976)